# Matthew Fisher

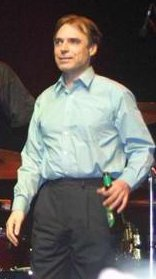
Matthew Fisher (2001)

Matthew Charles Fisher (* 7. März 1946 in Addiscombe, Surrey, heute zu London) ist ein englischer Musiker, hauptsächlich bekannt als Mitglied der Band Procol Harum.

## A Whiter Shade of Pale
Matthew Fisher ist vor allem bekannt für sein Johann Sebastian Bachs Air aus der Orchestersuite Nr. 3 nachempfundenes Hammondorgelspiel auf dem Welthit A Whiter Shade of Pale (1967) von Procol Harum. Weitere Bachzitate sind das Präludium C-Dur im Mittelteil des Instrumentalstückes Repent Walpurgis und The Signature auf dem Procol-Harum-Album The Well's on fire von 2003. Zuvor ist Fisher u. a. Organist bei Screaming Lord Sutch gewesen.
Fisher prägte durch sein Spiel in der Anfangszeit neben Gary Brooker wesentlich die Musik von Procol Harum. 1969 verließ er die Band und arbeitete als Produzent für Robin Trower, Bandit, Tir Na Nog und James Dewar und  zeitweise als Computerprogrammierer. Er nahm auch mehrere Soloalben auf.
Das Verhältnis zwischen Matthew Fisher und Gary Brooker scheint von jeher problematisch gewesen zu sein. Es kam zu Konflikten, weil Fisher sich immer als Mitverfasser von A Whiter Shade of Pale sah, weil er sich um die reichlichen Erträge aus dem Song betrogen sah und Gary Brooker und Keith Reid die Rechte an dem Song für sich beanspruchten. So kam es, dass Fisher immer wieder zu Procol Harum zurückkehrte und die Band mehrmals wieder verließ. Sein letzter Auftritt mit der Band fand anlässlich der ZDF-Sendung 50 Jahre Rock, moderiert von Thomas Gottschalk, im April 2004 statt.
Im Mai 2005 klagte Fisher vor Gericht gegen Gary Brooker und den Verlag Onward Music seinen Anteil an der musikalischen Urheberschaft ein. Am 21. Dezember 2006 wurde ihm von einem Londoner Gericht eine 40-prozentige Anteilschaft an A Whiter Shade of Pale zuerkannt.
Im Oktober 2007 fand erneut eine Verhandlung wegen der Urheberschaft des Liedes statt, weil Brooker Berufung gegen das Urteil eingelegt hatte. In der Entscheidung wurde die Urheberschaft zwar bestätigt, nicht jedoch der Anspruch auf Tantiemen, da sich Fisher zu lange Zeit mit der Klage gelassen habe. Dieses Urteil wiederum wurde einstimmig durch fünf Law Lords vom House of Lords in der Funktion als oberstes Gericht des Vereinigten Königreichs am 30. Juli 2009 gekippt. Fisher wurden endgültig die Autorenrechte im Sinne des Gerichtsurteils vom 21. Dezember 2006 zugesprochen.

## Soloalben
- 1973: Journey's End
- 1974: I'll Be There
- 1979: Matthew Fisher
- 1981: Strange Days
- 1994: A Salty Dog Returns